# Kosovo KS13
KS13 var namnet på den 13:e svenska kontingenten i Kosovo; en fredsbevarande enhet som Sverige skickade till Kosovo. 13:e svenska kontingenten Kosovo bestod av strax under 350 män och kvinnor. Den största delen av personalen var grupperad vid Camp Victoria, i Hajvalia utanför Pristina.
Under insatstiden lades Camp Bifrost och Camp Heimdal ner . NSE övergick i slutet av insatsen till trosskompani (SWE Log-Coy)

## Förbandsdelar
- Kontingentschef: Övlt Ronnie Nilsson
- B-Coy (mekaniserat skyttekompani): Chef Mj M Ålrud
- NSE:
- MNTC: